# 中國農民調查
《中國農民調查》是一部報告文學作品，由陳桂棣和吳春桃所著，他們透過造訪中國農民的生活境況，揭露了農業社會裡的不公平現象和問題。該作品於2003年年末首度節錄公開發表。由於該書內容揭露了官場黑暗一面和農民慘況，並引用真實資料，大膽公開了當事人名字，发行之初获得巨大关注，成为当时的流行书籍，销量可观。之后遭到中國政府查禁，禁止继续出版。约在2004年12月，《中国农民调查》一文在网络上解禁。2015年7月，百度百科删除“中国农民调查”词条。
2011年前国务院總理朱鎔基在清華大學百年校慶發表講話，說要給學生們送書，特別提到要送《中國農民調查》。他說「這本書受到很多國外異見分子的吹捧」，攻擊他的分税制讓農民陷於貧困。送書的目的是讓同學們有批判意識，用事實去對比書中的內容。

## 成书过程
2005年1月，台灣大地出版社推出繁體中文版（書中文字沒有增減，只加插了作者夫婦到柏林領獎的照片）；2005年底出版日文版；2006年6月底由紐約公共事務出版社以精裝版於英國、美國和澳州出版英文版，書名定名為《Will the Boat Sink the Water?》，至2007年4月已出版德文、意大利文與韓文版，而法文、希臘文和葡萄牙文亦將於往後出版。

## 热点与沉默
《中国农民调查》最初作为重头文章以節略版形式刊於2003年第6期《当代》杂志，其翔实的一手调查资料、直面现实的严谨态度引起了读者的强烈关注，当期杂志迅速脱销。2004年1月，人民文学出版社发行单行本，月销量几近十万册，成為年初的暢銷書。2004年的初期，《中国农民调查》成为整个中国大陆的一个关注热点。网络上，各大网站均有此书的评论文章。1月13日陈桂棣和春桃受中央电视台邀请赴京，参加春节特别节目的录制。
然而在2004年3月後，出版界传出《中国农民调查》停止再版的消息（最後一次印刷為2004年1月第3次印刷，印數為15萬，各媒體亦以此斷定本書的銷售量，當時人民文學出版社主頁突然把該書介紹撤下）；在2月25日，新聞出版總署要求國內媒體對此書和同期出版章詒和的暢銷書《往事並不如煙》和另一作品《天不亮就分手》不報道、不推崇、內部淡化處理；3月18日兩會剛落幕，中宣部、新聞出版總署奉明確指示，召開會議正式封殺此書（據香港《開放》雜誌2004年4月號）,如果这个说法是真实的，那么最迟到06年，这个禁令已经取消（参考china-pub上架时间）；張西德向阜陽市中級人民法院將著者和出版社提起侵權訴訟後，该法院发出临时禁令禁止本书流传。网络上关于《中国农民调查》的已有专题、评论迅速减少、消失。至2004年下半年，已不见正版《中国农民调查》出售，同時盜版書市則繼續廣為流傳、翻印；但網絡上或各大學BBS上不難找到其電子版閱讀。约在2004年12月，《中国农民调查》一文在网络上解禁。但在2015年7月，百度百科以“违反百度百科收录原则”为由，删除“中国农民调查”词条。

## 内容梗概
本书从安徽部分农村的调查开始，重点叙述了三个不同类型的案例，反映出农民在税费改革中受到的不公正待遇。
- 引言 在现实与目标的夹缝中

“我们要说，我们看到了你想象不到的贫穷，想象不到的罪恶，想象不到的苦难，想象不到的无奈，想象不到的抗争，想象不到的沉默，想象不到的感动，和想象不到的悲壮……”（何西來撰於六硯齋，2003年12月15日）
- 第一章 殉道者

安徽阜阳地区利辛县路营村农民丁作明依法反映不合理提留问题，受乡干部迫害，强押至派出所并遭毒打，最后因内出血惨死于医院中，引起路营村全体上访。新华社内参报道震动中央之后，利辛县委书记仍隐瞒重点。在中央联合调查组接管后，杀人凶手终获惩罚，相关人员得到处理。同时国务院办公厅迅速出台了一系列针对农民不合理收费的减负措施。丁作明已平反，而丁作明家中却越来越困窘衰败。
- 第二章 恶人治村

- 第三章 抗税案始末

- 第四章 漫漫上访路

- 第五章 古老而沉重的话题

- 第六章 天平是怎样倾斜的

- 第七章 达标，形象工程和其它

- 第八章 弄虚作假之种种

- 第九章 寻找出路

- 第十章 天降大任

- 第十一章 破题

- 第十二章 敢问路在何方

- 跋：并非尾声 大幕正在拉开

## 作者被告
該書第四章「漫漫上訪路」提到的阜陽市政協副主席張西德向阜陽市中級人民法院提出名譽侵權訴訟，將著者和出版社告上法庭，並已於2004年8月24號正式在安徽阜陽開庭，不过法院历时三年后并没有依法进行裁决。据陳桂棣声明，他事后得知，最高法院已要求出版社赔付原告撤诉的庭外和解方式结束。

## 獲獎與影響
2004年10月2日，此書獲國際《Lettre》文化雜誌主辦之2004年年度的尤利西斯國際報告文學獎，兩人親赴柏林領獎和接受外國傳媒訪問，著者因此書亦被美國《商業周刊》評為2004年度亞洲地區25位亞洲之星之中的輿論領袖。亦因此書之發行後，中國關於「三農」談論之著作在2004年下半年開始湧現。

### 引用
1. ↑   (PDF).无产阶级图书馆网站收藏。
2. ↑  Out Of Mao's Shadow Philip P. Pan
3. ↑  胡平. . 自由亞洲電台. 2011年4月25日  [2013年6月13日]. （原始内容存档于2015年2月12日）.
4. ↑  陳桂棣; 吳春桃. . 大地出版社. 2005年  [2013-06-13]. ISBN 9867480198. （原始内容存档于2016-06-01）.
5. ↑  Chen Guidi; Wu Chuntao.  [水能覆舟？]. Zhu Hong譯. PublicAffairs.   [2013-06-13]. ISBN 1586483587. （原始内容存档于2011-07-16）.（英文）
6. ↑  王春光. . 南方都市報. 2004年1月16日  [2013年6月14日]. （原始内容存档于2011年4月30日）.
7. ↑  蔡昌言教授. .  (PDF). 臺灣: 臺灣民主基金會. : 121–122頁.
8. ↑  . 中央社. 2004-04-18  [2013-06-14]. （原始内容存档于2015-12-22）.
9. ↑  . 自由亞洲電台. 2007年4月30日  [2013年6月14日]. （原始内容存档于2015年5月30日）.

### 书籍
- 陈桂棣; 春桃. . 北京: 人民文学出版社. 2004年1月. ISBN 978-7-02-004436-8.
- 陳桂棣; 春桃. . 台灣: 大地出版社. 2005年1月. ISBN 978-986-7480-19-4.
- 陳桂棣; 春桃. . 納村公子、椙田雅美 譯. 東京: 文藝春秋. 2005年11月. ISBN 978-4-16-367720-0.
- Will the Boat Sink the Water?: The Life of China's Peasants by Chen Guidi,Wu Chuntao,Translated by Zuo Hong,Publisher: PublicAffairs at June 26, 2006 ,ISBN 978-1-58648-358-6